# Italian Hockey League - Division I 2019-2020
L'Italian Hockey League - Division I 2019-2020 è il terzo ed ultimo livello del Campionato italiano di hockey su ghiaccio giocato nella stagione 2019-2020.

## Formazioni
Le squadre iscritte alla Italian Hockey League - Division I erano inizialmente nuovamente 12: nove confermate dalla stagione precedente (Val Venosta, HCB Foxes Academy, HC Dobbiaco, HC Pinè, HC Pieve di Cadore, HC Feltreghiaccio, HC Chiavenna, Real Torino HC e HC Aosta Gladiators) e tre nuove iscritte (Hockey Milano Rossoblu, HC Valpellice Bulldogs e SSD Icelab). L'Icelab non perfezionò tuttavia l'iscrizione, portando il totale ad 11.
L'Hockey Milano Rossoblu si è iscritta alla terza serie come Hockey Club Milano Bears, società formalmente separata, ma in realtà diretta emanazione della squadra che nella stagione precedente aveva disputato la Alps Hockey League. I Rossoblu avevano formalmente ceduto i diritti in AHL ai Bears, che tuttavia si sono autoretrocessi in terza serie, dove in ogni caso continuano ad utilizzare il nome Hockey Milano Rossoblu.
| Squadre iscritte alla IHL-I Division nel campionato 2019-20 | Squadre iscritte alla IHL-I Division nel campionato 2019-20 | Squadre iscritte alla IHL-I Division nel campionato 2019-20 | Squadre iscritte alla IHL-I Division nel campionato 2019-20 | Squadre iscritte alla IHL-I Division nel campionato 2019-20 | Squadre iscritte alla IHL-I Division nel campionato 2019-20 |
| Girone                                                      | Club                                                        | Regione                                                     | Città                                                       | Arena                                                       | Capacità                                                    |
| ----------------------------------------------------------- | ----------------------------------------------------------- | ----------------------------------------------------------- | ----------------------------------------------------------- | ----------------------------------------------------------- | ----------------------------------------------------------- |
| Ovest                                                       | Aosta Gladiators                                            | Valle d'Aosta                                               | Aosta (AO)                                                  | Palaghiaccio di Aosta                                       | ?                                                           |
| Ovest                                                       | Real Torino                                                 | Piemonte                                                    | Torino (TO)                                                 | Palasport Tazzoli                                           | 2.290                                                       |
| Ovest                                                       | Valpellice Bulldogs                                         | Piemonte                                                    | Torre Pellice (TO)                                          | Pala Cotta Morandini                                        | 2.370                                                       |
| Ovest                                                       | Chiavenna                                                   | Lombardia                                                   | Chiavenna (SO)                                              | Palaghiaccio di Chiavenna                                   | 450                                                         |
| Ovest                                                       | Hockey Milano Rossoblu                                      | Lombardia                                                   | Milano (MI)                                                 | Stadio del ghiaccio Agorà                                   | 4.000                                                       |
| Est                                                         | Hockey Pieve                                                | Veneto                                                      | Pieve di Cadore (BL)                                        | Stadio del ghiaccio di Tai di Cadore                        | ?                                                           |
| Est                                                         | Feltreghiaccio                                              | Veneto                                                      | Feltre (BL)                                                 | Palaghiaccio Feltre                                         | 2.500                                                       |
| Est                                                         | Dobbiaco                                                    | Trentino-Alto Adige                                         | Dobbiaco (BZ)                                               | Palaghiaccio di Dobbiaco                                    | ?                                                           |
| Est                                                         | Foxes Academy                                               | Trentino-Alto Adige                                         | Bolzano (BZ)                                                | Palaonda Palaghiaccio Sill                                  | 7.220 ?                                                     |
| Est                                                         | HC Piné                                                     | Trentino-Alto Adige                                         | Baselga di Piné (TN)                                        | Ice Rink Pinè                                               | 1.880                                                       |
| Est                                                         | HC Val Venosta                                              | Trentino-Alto Adige                                         | Laces (BZ)                                                  | IceForum                                                    | 400                                                         |

## Formula
Le squadre sono state suddivise in due gironi, Est (con 6 partecipanti, provenienti da Trentino-Alto Adige e Veneto) e Ovest (con 5 partecipanti, provenienti da Valle d'Aosta, Piemonte e Lombardia).
La regular season si è disputata con un doppio girone di andata e ritorno per entrambi i gironi.
Ai play-off si sono qualificate 8 squadre: le prime quattro classificate di ciascun girone.

## Regular season

### Lo sciopero degli arbitri
Il 7 ottobre, il consiglio federale della FISG respinse la richiesta, presentata dagli arbitri e dai guardalinee nel precedente mese di maggio, di un aumento delle diarie del 24% rispetto alla stagione precedente, pari a circa 10 € a partita per persona. In seguito a ciò, il presidente del Gruppo Arbitri Hockey Ghiaccio, Renzo Stenico, il 9 ottobre comunicò l'indisponibilità degli arbitri a scendere sul ghiaccio fino al successivo 13 ottobre compreso, e non procedette alle designazioni arbitrali per i successivi turni di IHL, IHL - Division I, IHL Women e campionati giovanili. Si trattava del primo caso di sciopero di arbitri in uno sport olimpico in Italia.
Di contro il presidente della FISG Andrea Gios opponeva il fatto di non poter chiedere alle società iscritte ai campionati un ulteriore impegno economico a stagione iniziata, e chiedeva inoltre di poter avviare un programma di miglioramento per gli arbitri italiani.
Dopo alcuni giorni di trattative, nell'ultimo giorno di sciopero, le parti trovarono un accordo durante un incontro a Bolzano, prevedendo un aumento delle diarie per i campionati giovanili sin dal successivo 1 gennaio 2020, mentre per le partite di IHL gli aumenti sarebbero scattati dal campionato successivo, previo accordo con le società. La federazione si impegnava inoltre a ridurre le tempistiche nell'erogazione dei rimborsi e a venire incontro agli arbitri per quanto attiene alla fornitura dei materiali. Gli arbitri accettavano di rivedere i criteri di designazione con l'obiettivo di ridurre i costi di trasferta, e di sedere al tavolo - che si sarebbe aperto nell'estate successiva - per lo sviluppo di un programma di riqualificazione della classe arbitrale.

### Girone Ovest
| Pos. | Squadra             | Pt | G  | V  | VOT | POT | P  | GF | GS | DR  |
| ---- | ------------------- | -- | -- | -- | --- | --- | -- | -- | -- | --- |
| 1.   | Chiavenna           | 40 | 16 | 11 | 3   | 1   | 1  | 81 | 30 | +51 |
| 2.   | Valpellice Bulldogs | 33 | 16 | 10 | 1   | 1   | 4  | 69 | 52 | +17 |
| 3.   | Aosta Gladiators    | 21 | 16 | 6  | 1   | 1   | 8  | 32 | 44 | -12 |
| 4.   | Milano Bears RB     | 14 | 16 | 4  | 0   | 2   | 10 | 59 | 70 | -11 |
| 5.   | Real Torino         | 12 | 16 | 4  | 0   | 0   | 12 | 42 | 87 | -45 |

### Girone Est
| Pos. | Squadra         | Pt | G  | V  | VOT | POT | P  | GF | GS | DR  |
| ---- | --------------- | -- | -- | -- | --- | --- | -- | -- | -- | --- |
| 1.   | Dobbiaco        | 50 | 20 | 14 | 4   | 0   | 2  | 99 | 40 | +59 |
| 2.   | Val Venosta     | 34 | 20 | 9  | 2   | 3   | 6  | 69 | 53 | +16 |
| 3.   | Piné            | 32 | 20 | 9  | 1   | 3   | 7  | 56 | 61 | -5  |
| 4.   | Pieve di Cadore | 29 | 20 | 9  | 0   | 2   | 9  | 46 | 54 | -8  |
| 5.   | Feltreghiaccio  | 20 | 20 | 5  | 2   | 1   | 12 | 59 | 86 | -27 |
| 6.   | Foxes Academy   | 15 | 20 | 3  | 2   | 2   | 13 | 60 | 95 | -35 |

In caso di parità di punti in classifica, i criteri per determinare le posizioni sono: 1) punti negli scontri diretti; 2) differenza reti negli scontri diretti; 3) differenza reti globale; 4) sorteggio.

## Play-off
|  | Quarti di finale | Quarti di finale    | Quarti di finale    | Quarti di finale | Quarti di finale |  |  | Semifinali | Semifinali  | Semifinali  | Semifinali  | Semifinali  |  |  | Finale | Finale | Finale | Finale | Finale |  |
|  |                  |                     |                     |                  |                  |  |  |            |             |             |             |             |  |  |        |        |        |        |        |  |
|  | 1E               | Dobbiaco            | Dobbiaco            | 9                | 3                |  |  |            |             |             |             |             |  |  |        |        |        |        |        |  |
|  | 4O               | Milano Bears RB     | Milano Bears RB     | 3                | 1                |  |  | 1E         | Dobbiaco    | Dobbiaco    | Dobbiaco    | Dobbiaco    |  |  |        |        |        |        |        |  |
|  | 2O               | Valpellice Bulldogs | Valpellice Bulldogs | 5                | 3                |  |  |            |             |             |             |             |  |  |        |        |        |        |        |  |
|  | 3E               | Piné                | Piné                | 0                | 6                |  |  |            |             |             |             |             |  |  |        |        |        |        |        |  |
|  | 1O               | Chiavenna           | Chiavenna           | 4                | 2                |  |  |            |             |             |             |             |  |  |        |        |        |        |        |  |
|  | 4E               | Pieve di Cadore     | Pieve di Cadore     | 2                | 5                |  |  |            |             |             |             |             |  |  |        |        |        |        |        |  |
|  | 2E               | Val Venosta         | Val Venosta         | 7                | 4                |  |  | 2E         | Val Venosta | Val Venosta | Val Venosta | Val Venosta |  |  |        |        |        |        |        |  |
|  | 3O               | Aosta Gladiators    | Aosta Gladiators    | 2                | 1                |  |  |            |             |             |             |             |  |  |        |        |        |        |        |  |

### Pandemia di COVID-19
Le misure di contenimento della pandemia di COVID-19 del 2020 in Italia varate dal Governo Conte II il 4 marzo hanno inizialmente costretto la FISG a cambiare il calendario dei play-off. Il 5 marzo, infatti, la federazione, decise di bloccare fino al 17 marzo tutta l'attività giovanile, l'IHLW e la IHL-Division I, sia per le partite che per gli allenamenti. I due incontri di gara 3 dei quarti di finale, previsti per il 7 marzo, così come gara 1 delle semifinali prevista per il 14 marzo, vennero dunque rinviati a data da destinarsi. Già la settimana precedente, i due incontri di gara 2 giocati in Veneto (a Pieve di Cadore) e Lombardia (a Milano) erano stati giocati a porte chiuse
L'aggravarsi della situazione e le ulteriori misure restrittive prese nei giorni successivi, spinsero la federazione a cancellare il campionato, senza assegnare il titolo di categoria.